# Gregor Virant
Gregor Virant (ur. 4 grudnia 1969 w Lublanie) – słoweński polityk i prawnik, minister, założyciel i lider Listy Obywatelskiej, od 2011 do 2013 przewodniczący Zgromadzenia Państwowego.

## Życiorys
Studiował na wydziale prawa Uniwersytetu Lublańskiego, uzyskał doktorat w dziedzinie prawa. Kształcił się także na Uniwersytecie Kaledońskim w Glasgow. Podjął pracę jako nauczyciel akademicki, w latach 1995–1999 pracował również jako doradca prawny w słoweńskim sądzie konstytucyjnym. Od czerwca 2000 do sierpnia 2004 był sekretarzem stanu ds. administracji publicznej (w rządach, na czele których stali kolejno Andrej Bajuk, Janez Drnovšek i Anton Rop). Był w tym czasie słoweńskim przedstawicielem przy OECD.
Od listopada 2004 do listopada 2008 sprawował urząd ministra administracji publicznej w rządzie Janeza Janšy. Funkcję tę pełnił jako bezpartyjny z rekomendacji Słoweńskiej Partii Demokratycznej (SDS). Zakończył urzędowanie po przegranych przez centroprawicową koalicję wyborach parlamentarnych. Został wkrótce prezesem Zgromadzenia na rzecz Republiki, pozarządowej platformy mającej promować idee liberalne, patriotyczne i republikańskie. Zasiadał także w tzw. gabinecie cieni zorganizowanym przez SDS. W 2011 zapowiedział start w przedterminowych wyborach parlamentarnych jako lider własnego ugrupowania. W październiku tego samego roku zarejestrował partię pod nazwą Obywatelska Lista Gregora Viranta. Z jej ramienia uzyskał mandat posła do Zgromadzenia Państwowego. Na inauguracyjnym posiedzeniu parlamentu nowej kadencji 21 grudnia 2011 głosami posłów ugrupowań centrowych i prawicowych został wybrany na przewodniczącego Zgromadzenia Państwowego. 28 stycznia 2013 podał się do dymisji.
20 marca 2013 został ministrem spraw wewnętrznych i administracji publicznej w rządzie Alenki Bratušek. Pełnił w tym gabinecie również funkcję wicepremiera. Zakończył urzędowanie we wrześniu 2014, w tym samym roku ustąpił też z funkcji partyjnej.

## Życie prywatne
Gregor Virant jest żonaty, ma dwóch synów. Jego teściem został polityk Mihael Brejc, a mężem kuzynki – burmistrz Lublany Zoran Janković.